# Grand Hôtel Alexanderplatz

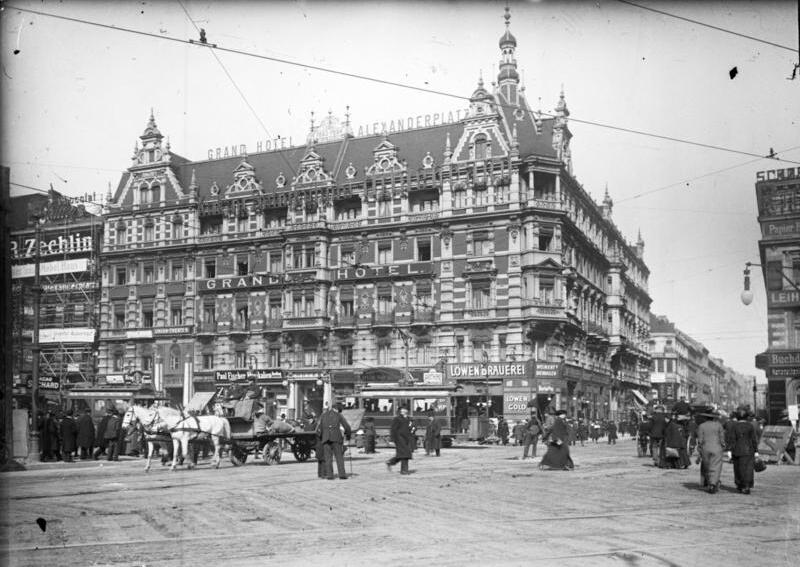
Grand Hôtel, 1910

Das Grand Hôtel Alexanderplatz war ein Luxushotel am Alexanderplatz im heutigen Berliner Ortsteil Mitte. Es wurde 1884 erbaut und bis in die 1920er Jahre als Hotel genutzt. 1945 wurde das Gebäude zerstört.

## Gebäude

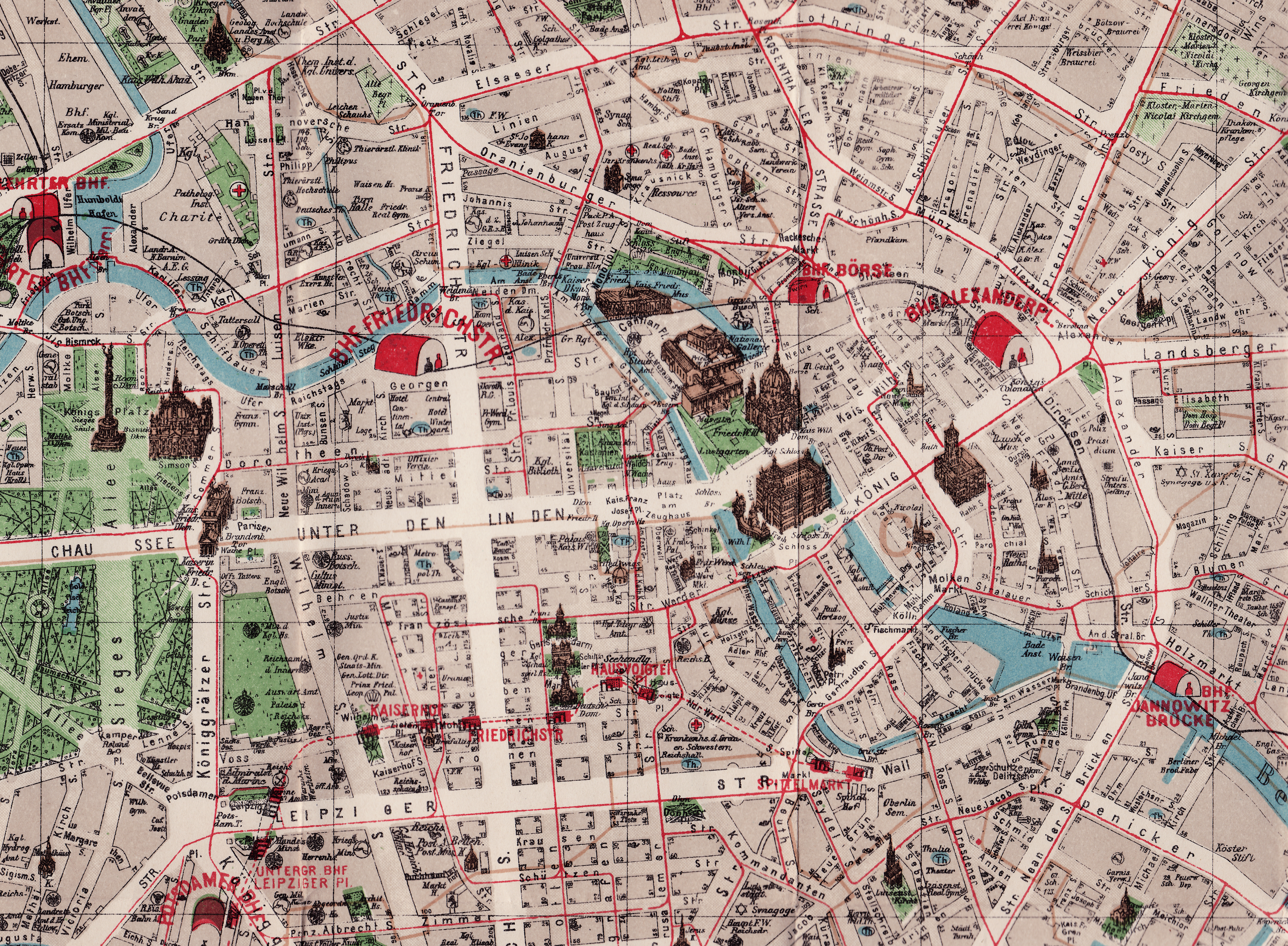
Stadtplan Berlin-Mitte, 1902

Das Grand Hôtel lag an der nordöstlichen Ecke des Alexanderplatzes an der Alexanderstraße 46–48, der Neuen Königstraße und der Alten Schützenstraße. Ab 1934 lautete die Adresse Alexanderplatz 5–7. Auf dem ehemaligen Grundstück des Hotels entsteht der Covivio-Tower, der 2025 eröffnet werden soll.
Das historistische Gebäude war im Stil der Neorenaissance gestaltet, mit zahlreichen Erkern, Türmchen und weiteren architektonischen Elementen an der Außenfassade und der Innengestaltung. Es hatte vier Etagen mit 185 Gästezimmern. Im Parterre gab es zwei Festsäle, ein Foyer, ein Café und weitere Räumlichkeiten. Im Kellergeschoss lag eine Gaststube. Außerdem waren im Erdgeschoss verschiedene Ladenlokale eingerichtet, z. B. für die Musikalienhandlung Fischer, ein Blumengeschäft und einen Friseursalon.

## Geschichte
1884 wurde das Grand Hôtel Alexanderplatz nach etwa anderthalbjähriger Bauzeit eröffnet. Die Architekten waren Wilhelm Martens, Mathias von Holst und Carl Zaar. Es war das dritte Luxushotel in der Berliner Innenstadt nach dem Hotel Kaiserhof in der Wilhelmstraße und dem Central-Hotel am Bahnhof Friedrichstraße. Es sollte vor allem für Geschäftsreisende in der Nähe des neueröffneten Bahnhofs Alexanderplatz Unterkunftsmöglichkeiten anbieten.
1919 wurde der Hotelbetrieb zum größten Teil eingestellt. Viele Hotelzimmer wurden in Büros und für andere gewerbliche Zwecke umgewandelt. Einige wurden weiter für Übernachtungen angeboten.
Seit Mitte der 1920er Jahre gab es nur noch eine andere gewerbliche Nutzung. Eigentümer wurde die Engelhardt Brauerei, Ende der 1920er Jahre die städtische Berolina AG und 1933 die Stadt Berlin.
1943 wurde das Gebäude wahrscheinlich erstmals beschädigt und 1945 zerstört.

## Theater und Kino

### Theater und Konzerthaus
1894 richtete der Theaterunternehmer Richard Quarg einen Theaterraum mit 500 Plätzen in einem der Festsäle ein. Er führte Vaudeville-Theater und Singspiele auf, die Gebrüder Herrnfeld waren 1896/1897 die Direktoren.
Seit 1901 betrieb H. Glogau dort ein Neues Concerthaus, offenbar mit einfacher Unterhaltungsmusik. 1908 gab es kein Theater mehr.

### UFA-Lichtspiele

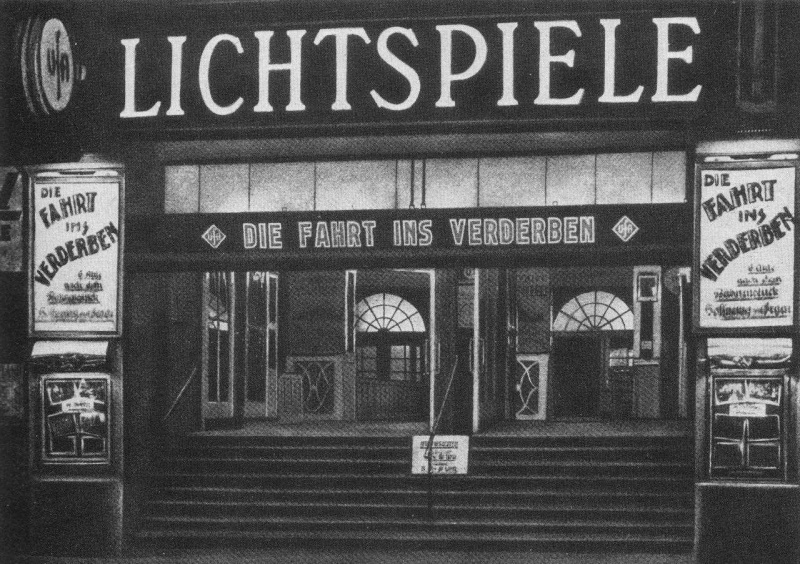
UFA-Lichtspiele

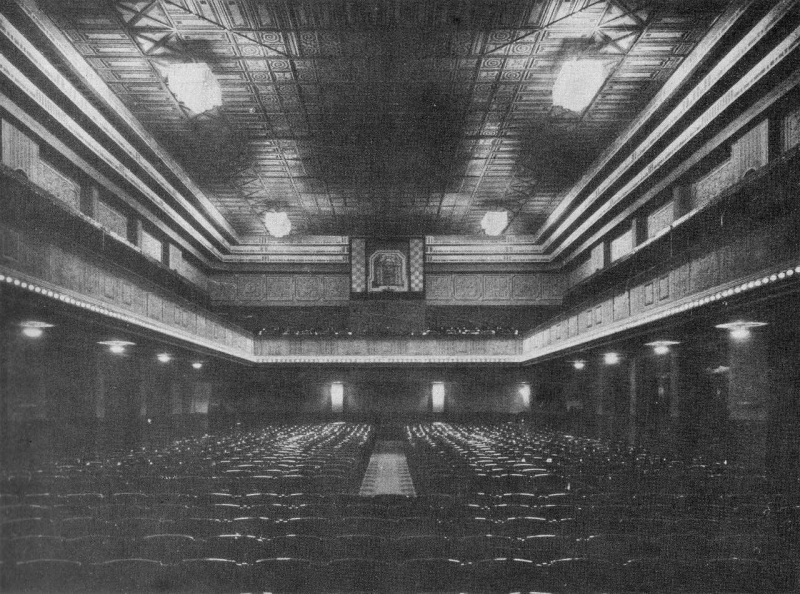
Zuschauerraum

1909 eröffnete das Union-Theater mit Stummfilmen und Orchesterbegleitung. Die Ausstattung wurde bei der Eröffnung so beschrieben:

„Das Union-Theater hat zwei Eingänge, ein Portal am Alexanderplatz, das in grossen Zügen in ägyptischem Stile gehalten ist, und ein zweites Portal, das von der Neuen Königstrasse aus zum Theater führt. Zu beiden Seiten des Haupteinganges erheben sich massive Obelisken, deren Spitzen hohl aus Glas gebildet sind. In diesen Hohlräumen befinden sich Quecksilber-Dampfbogenlampen. Die Obelisken selbst sind mit Goldmosaik bekleidet, und enthalten Bronzeschaukästen, in denen Abzüge der hauptsächlichsten Novitäten des jeweiligen Programms ausgestellt werden. Die Sockel dieser Obelisken sind mit Marmor bekleidet. Aus gleichem Materiale bestehen die Paneele im Vestibül. Rechts und links vom Aufgang, welcher geschmackvoll mit Velourteppichen belegt ist, sind zwei Sphinxen aufgestellt. Die Wände sind durch ornamentalen Schmuck sowie durch Spiegel und Beleuchtungskörper reich verziert. Die Decke besteht aus Spiegelkassetten, auf deren Kreuzungen 100kerzige Osramlampen eine nie gesehene Lichtfülle verbreiten.“

Das Filmtheater wurde nach kurzen Unterbrechungen um 1920 als U.F.A.-Lichtspiele bis mindestens 1943 fortgeführt.

### Kabarett Tiefland
Im Kellergastraum gab es in den 1920er Jahren das Kabarett Tiefland (4000 Millimeter unter der Erde) von Gustav Pohle.